# Gennaro Ruo
Gennaro Ruo (Napoli, 15 marzo 1812 – Napoli, 15 gennaio 1884) è stato un pittore italiano.

## Biografia
Studiò pittura all'Accademia di belle arti di Napoli e dal 1833 fu presente ad esposizioni del Real Museo Borbonico di Napoli. Fu premiato con medaglia d'argento di 1ª classe nel 1835, insieme ad altri allievi dell'Accademia, tra cui Consalvo Carelli.
Nel palazzo della Prefettura di Napoli è presente il suo dipinto Ulisse riconosciuto dal cane moribondo in presenza di Eumeo, esposto alla Biennale Borbonica del 1839 e realizzato secondo i classici dettami accademici. Con questa stessa tela, Gennaro Ruo vinse un pensionato a Roma, della durata di tre anni. Una variante di questo dipinto è di proprietà dell'Accademia di belle arti di Napoli.
A Gaeta, all'interno della Cattedrale dei Santi Erasmo e Marciano e di Santa Maria Assunta, nella Cappella di San Bernardo c'è un suo dipinto che rappresenta le Tre Marie e nel Tempio di San Francesco, sull'altare del Santissimo Sacramento, c'è una sua pala d'altare con Gesù in croce. Altro importante dipinto d'ambito sacro è l'Apparizione della Madonna con il bambino a San Ferdinando di Castiglia nella Chiesa di Santa Maria delle Grazie a Toledo.
La sua notorietà è riferibile a dipinti a soggetto letterario o religioso, ma Gennaro Ruo fu apprezzato anche per i ritratti, il più noto dei quali è quello di Gaetano Donizetti, del 1841, (Napoli, Conservatorio di musica San Pietro a Majella). Fece il ritratto ad un giovanissimo Onorato Carlandi, matita su carta, 1869. Alla prima Promotrice napoletana del 1862 espose Una baccante e un ritratto.
Insegnò pittura alla Scuola libera di Giuseppe Bonolis, durante il biennio 1848-1849. Nel 1858 fu nominato professore onorario di disegno, all'Accademia e nel 1863 fu trasferito alla cattedra di pittura. Nel 1878 ebbe la nomina a professore titolare di disegno all'Accademia, incarico che tenne fino alla morte. Tra i suoi allievi all'Accademia di belle arti di Napoli, Raffaele Armenise, Federico Rossano e Luigi Medollo.

### Altre opere
- Galleria dell'Accademia di belle arti di Napoliː[4]
  - Ulisse riconosciuto dal cane, olio su tela, 93x119 cm, 1838.
  - Studio dalla statua, pastello, 56,6x45,8 cm, 1851.[5]